# 穆万
穆万（法語：Moings，法語發音：[mwɛ̃]）是法国滨海夏朗德省的一个旧市镇，位于该省南部，属于容扎克区。2016年1月1日，穆万和相邻的另外2个市镇合并为新市镇特雷夫勒河畔雷欧（Réaux sur Trèfle）。

## 地理
穆万（45°28'43"N, 0°21'39"W）面积7.57 平方千米，位于法国新阿基坦大区滨海夏朗德省，该省份为法国西部滨海省份，北起旺代省，西临大西洋，南至吉倫特省，东南接多爾多涅省，东北接德塞夫勒省接壤，东临夏朗德省。
与穆万接壤的市镇（或旧市镇、城区）包括：阿拉尚帕尼、阿尔特纳克、讷亚克、雷欧、圣勒里娜、圣莫里斯-德塔韦尔诺勒。
穆万的时区为UTC+01:00、UTC+02:00（夏令时）。

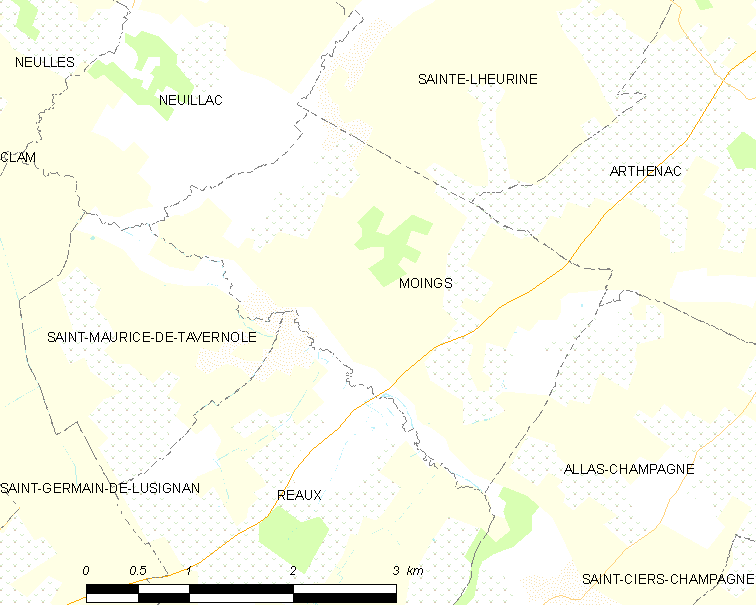
穆万的OSM定位图

## 行政
穆万的邮政编码为17500，INSEE市镇编码为17238。

## 政治
穆万所属的省级选区为容扎克县。

## 人口

1962-2008年间穆万人口变化图示

穆万于2013时的人口数量为180人。